# تلقيم ويب
تلقيم ويب وسيلة لنشر المحتوى المتجدد على الويب بشكل متكرر يمكّن الزائر من متابعة آخر أخبار مواقعه المفضلة في موقع واحد دون الحاجة لزيارة كل موقع على حده، ويمكن باستخدام تطبيقات أو خدمات متابعة عدد كبير من التلقيمات لمواقع مختلفة. التلقيم كذلك وسيلة لنشر المحتوى الذي ينشره ناشر أو مقدم للمحتوى بين عدد كبير من المتلقين.

أيقونة التلقيمات المصطلح عليها

عادة ما تحوي التلقيمات مقتطفات أو ملخصات من المحتوى الكامل، وروابط تمكّن المهتم من مطالعة المحتوى الكامل في موقع ناشر التلقيمة. ولأن التلقيمات تنسق البيانات بشكل نظامي تمكن معالجته برمجيا، فتوجد لها تطبيقات عديدة، مثل إنتاج تلقيمات مجمعة من تلقيمات أخرى حسب محددات مختلفة، وكذلك أتاحت وجود مجمعات التلقيمات، وهي مخدمات تجمع الأخبار من مصادر عديدة وتبوّبها حسب الموضوعات، أو تتخصص في تجميع تلقيمات تخصّ موضوعا محددا من مصادر متنوعة، وقد تنشر بدورها تلقيمات بناء على ما تجمعه.
توجد صيغ عدة لنشر التلقيمات، منها صيغة أتوم وإطار توصيف الموارد وآر إس إس. وكانت شركة نتسكيب قد ألّفت صيغة إطار توصيف الموارد Site Summary، وهي أولى صيغ عدة حملت الاسم آر إس إس، في مارس 1999 وعرفت باسم RSS 0.9، واستخدمتها في موقعها my.netscape.com

## قراءة التلقيمات
يمكن استخدام برمجية سطح مكتب ينصبّها المستخدم على حاسوبه، أو باستخدام خدمة على الإنترنت، تتطلب خدمات القارئات على الويب اتصالاً بالإنترنت لاستخدامها، وميزتها أنه يمكن استخدامها من أي مكان.
مثل تطبيقات عملاء البريد، فإن تطبيقات قارئات الخلاصات برمجيات تستخدم الاتصال بالإنترنت عند وجوده لجلب تحديثات التلقيمات المطلوبة، بحيث قراءتها لاحقًا بعد انقطاع الاتصال.
اصطلح على أن تضع المواقع أو المدونات أيقونات مميزة في موضع ما من صفحاتها تستخدمها كمرابط للتلقيمات، كما أن المتصفحات الحديثة يمكنها التعرف على وجود تلقيمة في الصفحة الحالية إن كانت الصفحة مصممة بحيث تعلن عن وجود التلقيمة حسب معايير الاكتشاف التلقائي المقياسية للويب، وهي تعلم المستخدم بذلك بإظهار الأيقونة المصطلح عليها في موضع ما من واجهة التطبيق.

## خدمات على الوب لقراءة تلقيمات آر.إس.إس
- مكتبة الانترنت
- العربي مباشر
- قارىء جوجل
- Bloglines

## برامج لقراءة تلقيمات آر.إس.إس

### برامج تعمل على نظامويندوزولينكسوماك أو أسالعاشر
- RSSOwl

### برامج تعمل على نظامويندوزولينكس
- AmphetaDesk
- Pears
- RSS Viewer

### برامج تعمل على نظاملينكس
- Liferea
- Straw
- akregator

### برامج تعمل على نظامويندوز
- FeedReader
- FeedDemon

### برامج تعمل على نظامماك أو أسالعاشر
- NewsFire
- NetNewsWire

### برامج تعمل على نظامنوكيا
- Kholasat

## روابط خارجية
- Mark Pilgrim (18 ديسمبر 2002). "What is RSS?". مؤرشف من الأصل في 2019-10-15.
- Dave Shea  [لغات أخرى]‏ (19 مايو 2004). "What is RSS/XML/Atom/Syndication?". مؤرشف من الأصل في 2019-05-18.{{استشهاد ويب}}:  صيانة الاستشهاد: أسماء عددية: قائمة المؤلفين (link) صيانة الاستشهاد: أسماء متعددة: قائمة المؤلفين (link) صيانة الاستشهاد: علامات ترقيم زائدة (link)
- Oleg Ilin (30 مارس 2011). "Why Web Feed?". مؤرشف من الأصل في 2016-05-03.